# Сапогов, Александр Ильич
Александр Ильич Сапогов (7 марта 1920, Знаменка, Тамбовская губерния — 2008) — советский и российский библиограф и библиотековед, участник ВОВ.

## Биография
Родился 7 марта 1920 года в Знаменке. В 1941 году был мобилизован в армию Фрунзенским РВК Московской области (ныне — территория Москвы) и направлен в 31-й отдельный местный батальон Ленинградского фронта и прошёл всю войну. В 1944 году был демобилизован и поступил в МГБИ, который он окончил в 1950 году. В 1944 году был принят на работу в Тамбовскую областную библиотеку, где проработал многие годы; в 1985-2002 гг. заведовал сектором редкой книги.
Скончался в 2008 г.

## Научные работы
Основные научные работы посвящены библиотековедению. Автор ряда научных работ.